# Ub Iwerks

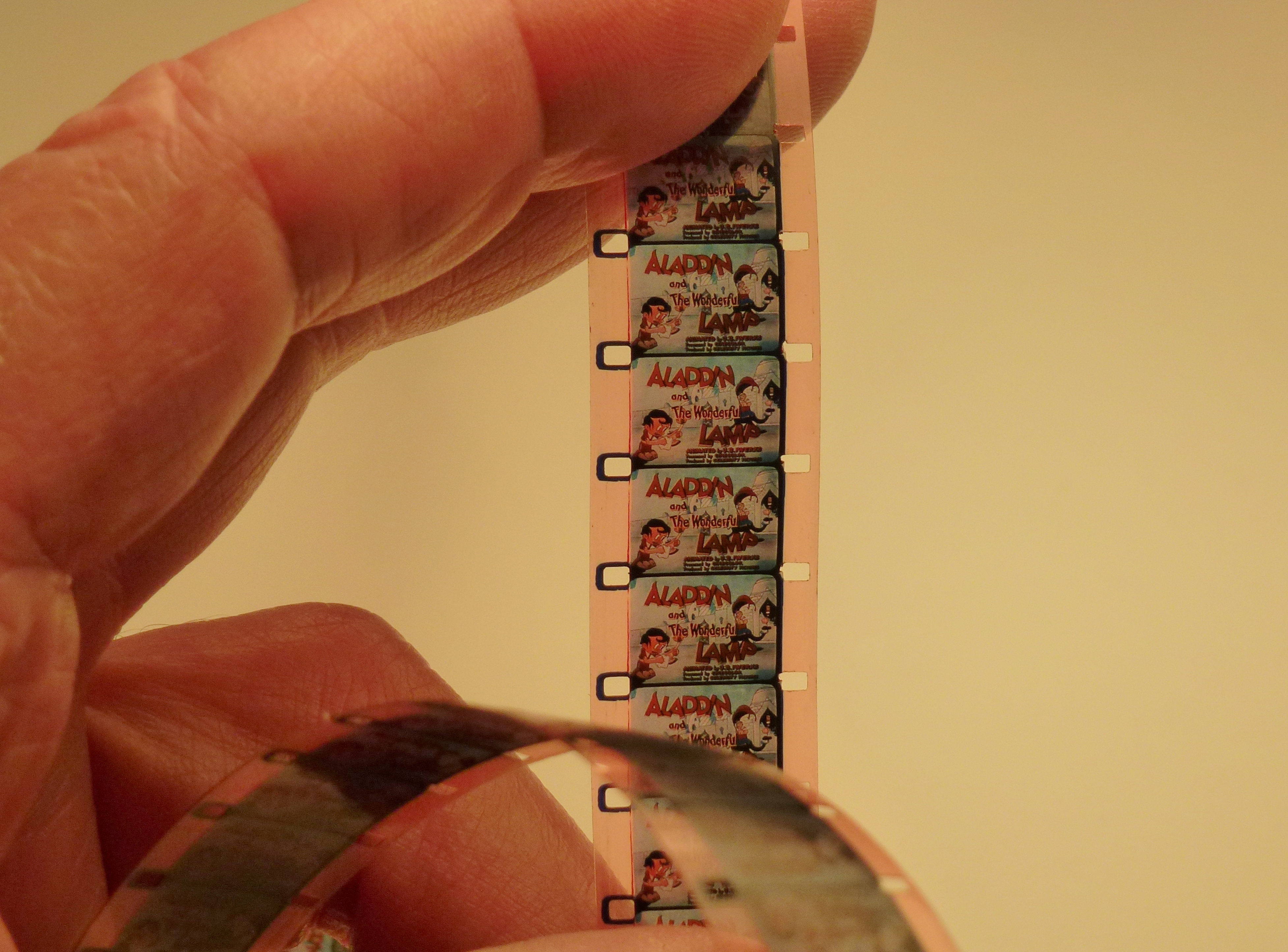
16-mm-Farbfilm Aladdin and the wonderful lamp von Ub Iwerks auf Cinecolor, ca. 1930.

Ub Iwerks [ˈʌb ˈaɪwɝks] (* 24. März 1901 in Kansas City, Missouri; † 7. Juli 1971 in Burbank, Kalifornien; eigentlich Ubbe Ert Iwwerks) war ein US-amerikanischer Trickfilmzeichner und -techniker. Sein Name erklärt sich aus seinen ostfriesischen Wurzeln: Iwerks’ Vater Eert Ubbe Iwwerks aus Uttum (heute Gemeinde Krummhörn im Landkreis Aurich) war 1869 in die Vereinigten Staaten ausgewandert.

## Leben
Iwerks arbeitete 1919 als Zeichner in Kansas City, wo er den gleichaltrigen Walt Disney traf und sich mit ihm anfreundete. Als Disney ein Zeichentrickstudio eröffnete, war Iwerks sein erster Angestellter. Die frühen Disney-Zeichentrickfilme wie Sleigh Bells wurden hauptsächlich von ihm gezeichnet. Er hatte den Ruf, der schnellste Trickfilmzeichner zu sein. Den ersten (produzierten) Micky-Maus-Trickfilm, Plane Crazy, soll er in nur zwei Wochen alleine gezeichnet haben, was ca. 700 Zeichnungen am Tag bedeuten würde. Als im Januar 1930 ein Micky-Maus-Comicstrip gestartet wurde, erstellte Iwerks innerhalb von drei Wochen auch die Bleistiftzeichnungen dieses Comicstrips.
Es wurde allgemein spekuliert, dass Iwerks die treibende Kraft hinter dem Erfolg des Disney-Studios sei. Iwerks und Disney hatten gelegentliche Differenzen gehabt, und als Pat Powers, der Disneys Filme vertrieb, Iwerks anbot, mit seinem Geld ein eigenes Studio zu eröffnen, sagte Iwerks zu und verließ Disney. Das Iwerks-Studio wurde 1930 eröffnet und produzierte die schwarz-weißen Trickfilm-Reihen Flip the Frog (Flip der Frosch) und Willie Whooper sowie die Farbreihe ComiColor Cartoons, in der bekannte Märchen nacherzählt wurden. Fiddlesticks, der am 16. August 1930 erschienene erste Film der Flip the Frog-Reihe, wies auch farbige Szenen auf; damit war die erste Veröffentlichung des Iwerks-Studios auch der erste farbige Zeichentrickfilm mit Ton. Weil die Serien keinen Erfolg fanden, beendeten Powers und andere Financiers 1936 die Unterstützung des Iwerks-Studios, das daraufhin schließen musste. Ub Iwerks arbeitete ab 1938 für Columbia Pictures, bis er schließlich 1940 zu Disney zurückkehrte.
Nach seiner Rückkehr zu Disney arbeitete Iwerks in Disneys Forschungsabteilung hauptsächlich an der Entwicklung neuer visueller Effekte und Verfahren. So wird ihm z. B. die Entwicklung der Multiplan-Kamera zugeschrieben, die dreidimensionale Hintergründe in Zeichentrickfilmen ermöglichte, sowie die erstmalige Verwendung der Xerografie im Zeichentrickfilm. Auch außerhalb der Disney-Studios arbeitete er als Berater für Spezialeffekte, so z. B. 1963 für die im Front-Light/Back-Light-Verfahren hergestellten Travelling-Matte-Aufnahmen in Alfred Hitchcocks Film Die Vögel.
1999 kam der Dokumentarfilm The Hand Behind the Mouse: The Ub Iwerks Story heraus.

## Privatleben
Sein Sohn Don Iwerks arbeitete als Kameratechniker für Disney und gründete später ein Unternehmen für Spezialfilme. Seine Enkeltochter Leslie Iwerks arbeitet als Dokumentarfilmerin.

## Auszeichnungen
- 1960 – Academy Award (Oscar) für technische Errungenschaften
- 1964 – Nominierung für den Academy Award für beste Spezialeffekte für Die Vögel
- 1965 – „Academy Award of Merit“ (zusammen mit Petro Vlahos und Wadsworth E. Pohl)
- 1989 – Disney Legend (posthum)

## Medien

### Filmdokumentationen
- The Hand Behind the Mouse: The Ub Iwerks Story (1999)